# Paste
El paste (del córnico pasti, y en inglés, pasty) es un alimento mexicano tradicional de la Comarca Minera en el estado de Hidalgo. Su origen se remonta a los mineros de Cornualles, Inglaterra que laboraron en las minas de la región en el siglo XIX, quienes introdujeron el cornish pasty (paste córnico) a la región, pero este pasó un proceso de adaptación y modificación, de donde surgió el paste. Es considerado el platillo típico de Pachuca y Mineral del Monte.
La principal característica del paste, es la cocción de sus ingredientes y la naturaleza de su relleno. Los ingredientes del paste tradicional o paste minero, deben estar crudos al momento de ser envueltos en la masa, sus ingredientes son papa, cebolla, carne picada, pimienta, chile y sal; actualmente hay rellenos derivados de la gastronomía local como el mole, los frijoles y la tinga, que utilizan alimentos precocidos.

## Historia

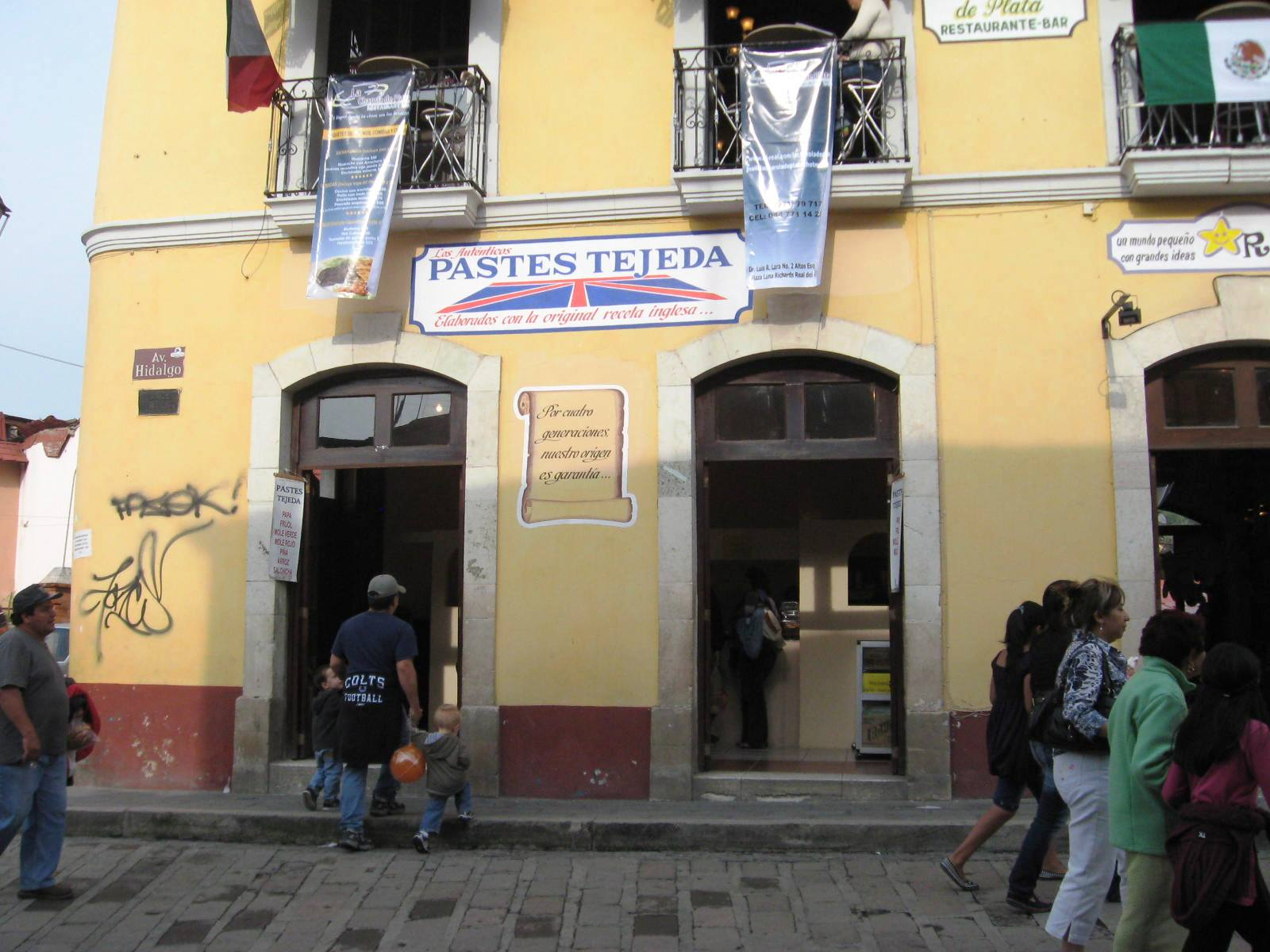
Local comercial de pastes en Mineral del Monte.

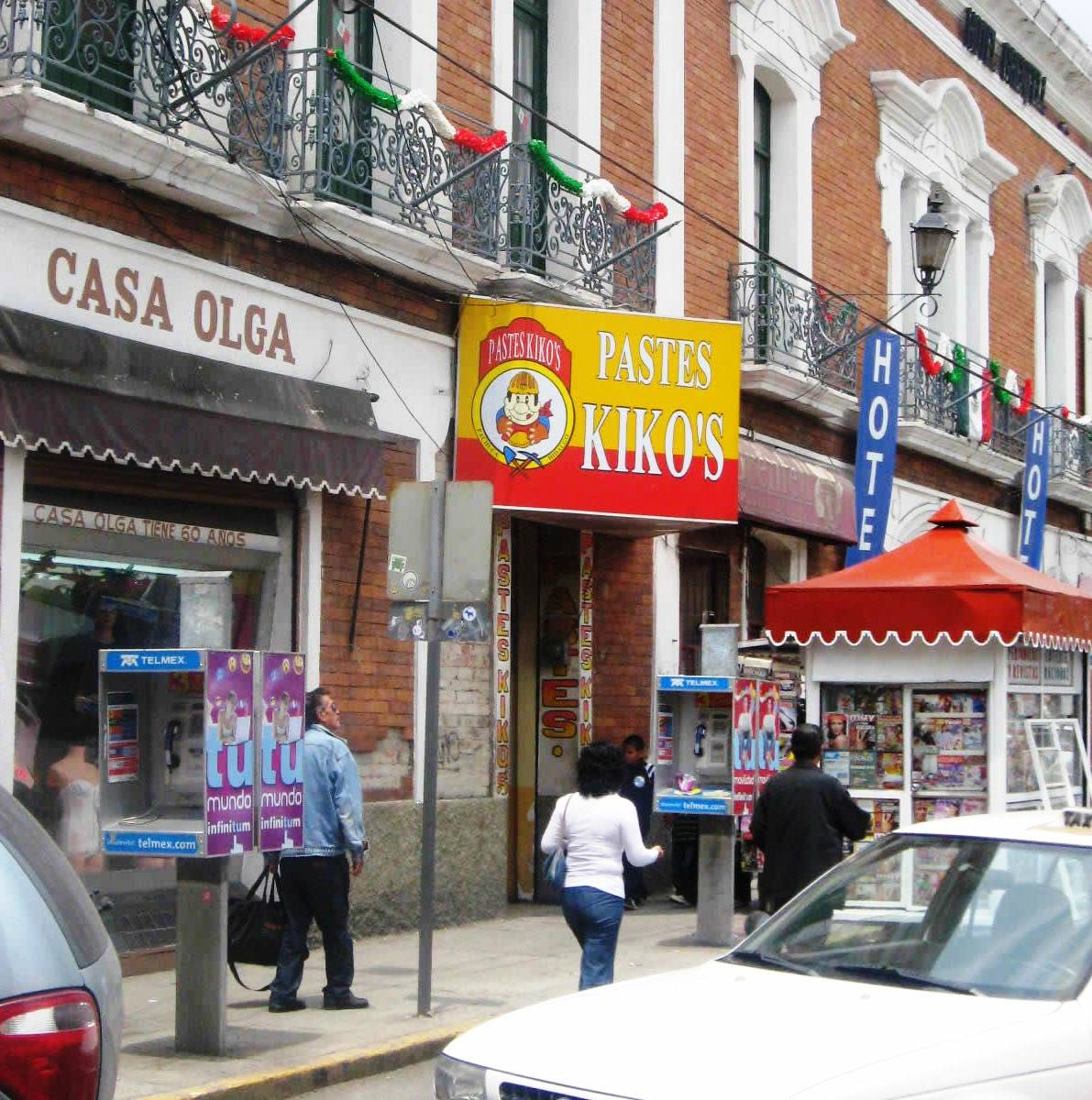
Cadena comercial de pastes en Pachuca de Soto.

Después de concluida la guerra por la Independencia de México, las minas de la región se encontraban abandonadas, se buscó inversión extranjera para rehabilitar y trabajar las minas. José María Romero de Terreros, el III Conde de Regla dirigió su atención hacia Inglaterra, y en 1824 se fundó la Compañía de Caballeros Aventureros de la Minas de Pachuca y Real del Monte. Los mineros de Cornualles eran conocidos por su equipamiento de última generación y su experiencia, se les propuso ir a México a trabajar en las minas de plata. Empezarían a llegar a México en 1824, pero la primera gran ola de mineros y maquinaria de Cornualles desembarco en Veracruz, en 1825, llegando la maquinaria a Mineral del Monte, hasta 1826; la mayoría de los inmigrantes a esta región procedían de las zonas mineras de Camborne, Redruth y Gwennap.
A medida que los mineros se establecieron, primero intentaron mantener su cultura y tradiciones, pero con el tiempo estas se empezaron a fusionar con las locales, las influencias culturales se hicieron presentes en el paisaje, lo que proporcionó un patrimonio único en México, por lo que algunas veces es llamado “El pequeño Cornwall de México”. En cuestión de la gastronomía, los migrantes de Cornualles empezaron a cocinar el cornish pasty (paste córnico), sin embargo, ante la dificultad de su pronunciación, los mineros mexicanos lo renombraron como paste; también modificaron su contenido culinario. Los pastes se mantenían calientes durante las horas de jornada, y también debía llevar una trenza, con la cual los mineros sujetaban el paste para no ensuciarlo.
La receta se fue transformando al paso del tiempo, pues los mineros empezaron a aceptar la inclusión y combinación de ingredientes propios de la región lo que le dio un sello e identidad al ahora llamado “paste hidalguense”. Los elementos que se incorporaron se traducen en ingredientes como el perejil, frijoles refritos, rajas, mole, atún, queso, pollo, e inclusive pulque, que le dieron identidad y carácter mexicano al producto.
En 1849, el principal capital inglés se termina, y se crea la Sociedad Aviadora de Minas de Real del Monte y Pachuca (SAMRMyP), con inversión mexicana e inglesa. Esta compañía mantuvo una política favorable a la preservación de la planta de trabajadores córnicos, aunque el personal extranjero que arribó fue cada vez menor. En 1906, las minas del distrito son adquiridas por la United States Smelting Refining and Mining Company, de origen estadounidense; para principios del siglo XX, la presencia y migración córnica disminuyó considerablemente, hasta su desaparición.
En la década de los años 1950 se crea la Compañía Real del Monte y Pachuca. En la década de los años 1970 y en la década de los años 1980, diversos negocios familiares fueron los pioneros en la proliferación del paste, en los municipios aledaños a Mineral del Monte, principalmente en Pachuca. La proliferación de estos locales se dio a partir de la década de 1990 y la década de 2000, es cuando surgen distintas cadenas comerciales al estilo de comida rápida. Extendiéndose en el centro de México como el Estado de México, la Ciudad de México, Querétaro, Puebla y Tlaxcala.
El 31 de julio de 2018, la LXIII Legislatura del Congreso de Hidalgo declaró a Mineral del Monte como “Cuna del Paste en México”, y al paste como Patrimonio Gastronómico y Cultural de Hidalgo.

## Características y preparación

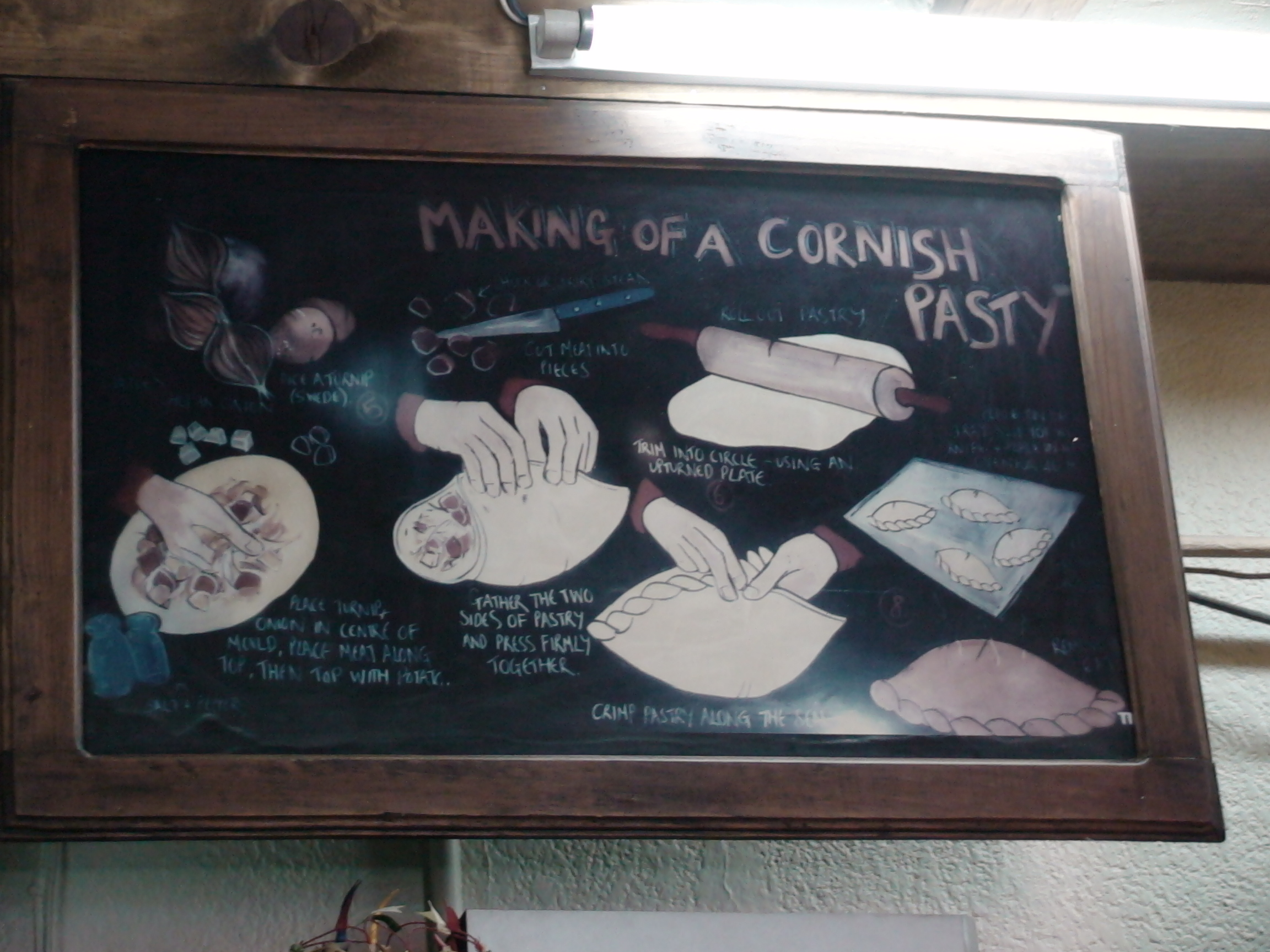
Elaboración de un paste.

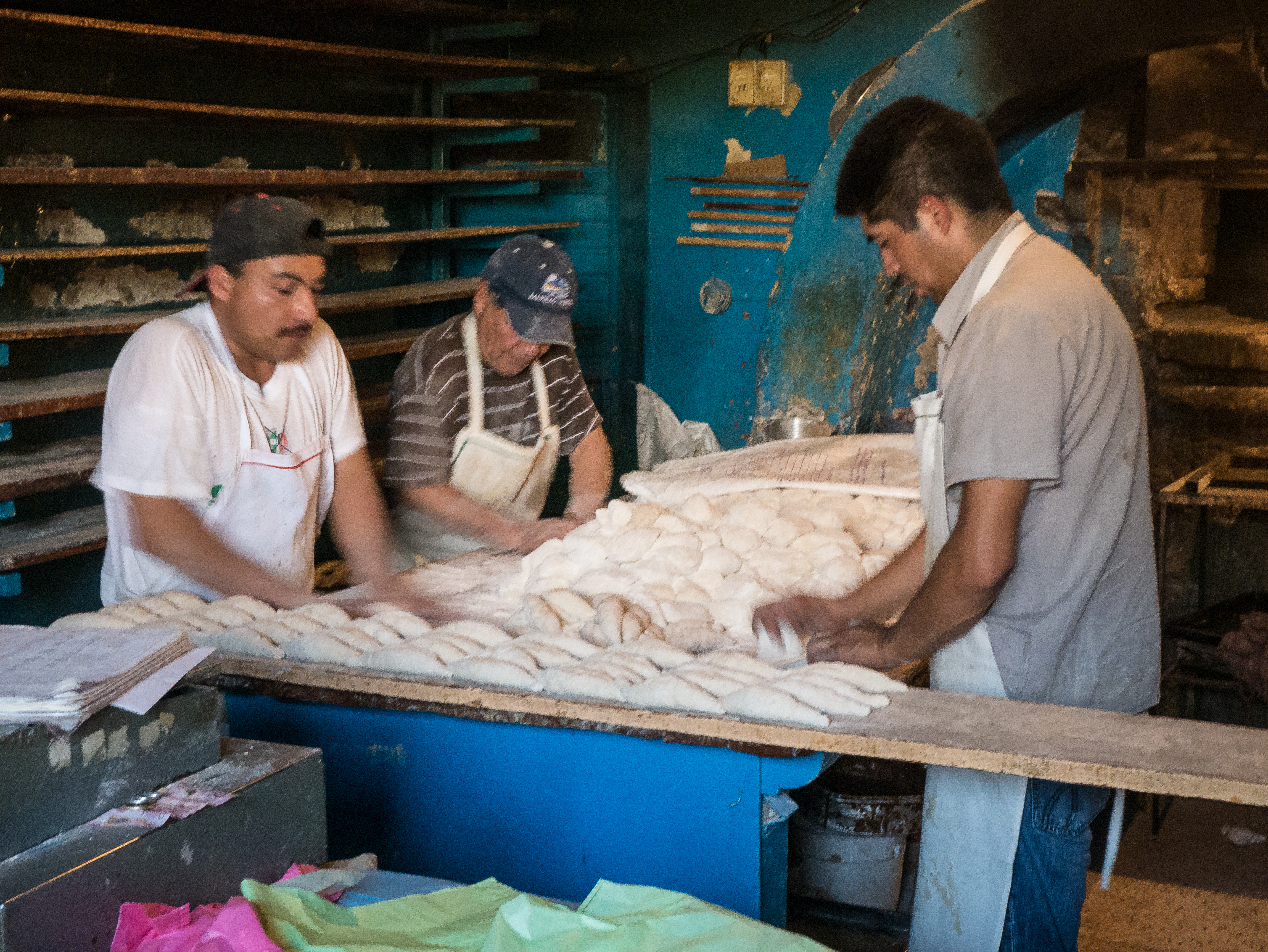
Elaboración de un paste.

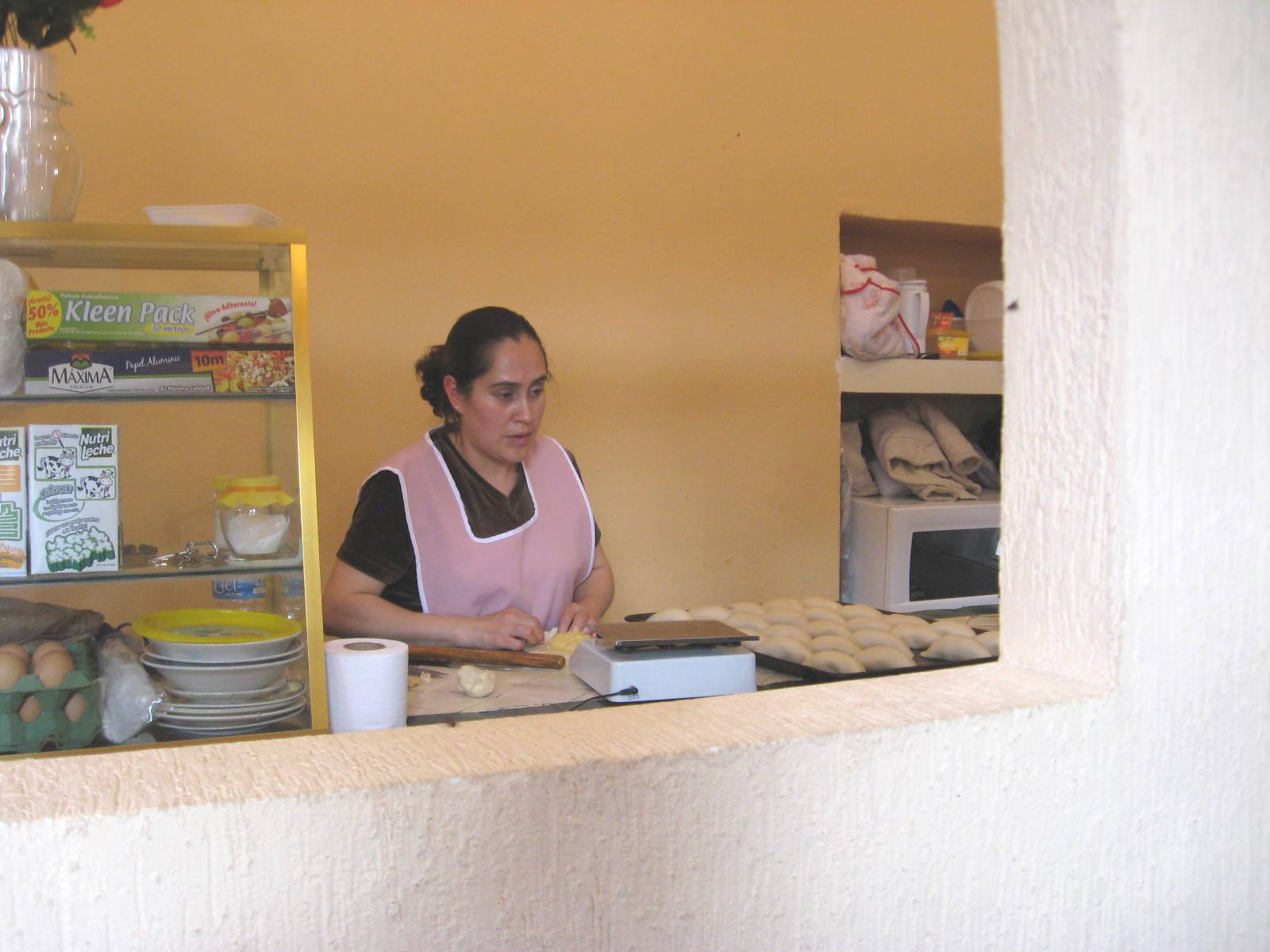
Elaboración de un paste.

La principal característica del paste, es la cocción de sus ingredientes y naturaleza la de su relleno. La masa tiene que ser lo suficientemente firme como para poder sostenerla en la mano, y tiene que llevar mucha pimienta; en el paste hidalguense, se trabajan directamente, en lugar de dejarla reposar durante un día, como se hace con el paste córnico. La masa de trigo que envuelve al alimento debe estar barnizada para conferirle una coloración dorada característica y debe ser lo suficientemente robusta y resistente para mantener su forma tanto en el horneado como en la degustación, sin romperse o agrietarse.
Principalmente los ingredientes del relleno del paste, deben estar crudos al momento de ser envueltos en la masa. El relleno del paste córnico, se hace a base de colinabo, cebolla, papa y carne picada; y el paste hidalguense se rellena de carne picada, papa, cebolla, perejil y chiles poblanos o jalapeños. En Hidalgo, al igual que en Cornualles, se preparan paste con rellenos distintos al denominado tradicional; el relleno del paste hidalguense también se puede elaborar utilizando ingredientes precocidos y/o cocidos como lo son los pastes de mole, frijol y tinga.
El paste debe tener apariencia de “D”, con una orilla o repliegue en un costado formando una trenza; existen algunas variaciones en Hidalgo en las cuales la ubicación de la trenza es cambiada al centro, mientras que las empanadas solo se doblan a la mitad. Por lo general la empanada cuenta con un relleno dulce como: arroz con leche, piña, manzana, cajeta, queso crema o mermelada.
Se elaboran básicamente en cuatro etapas, la primera consiste en la preparación de la masa a base de trigo, se requiere harina con más proteína que la convencional para obtener una masa resistente y flexible. La segunda etapa consiste en la elaboración del relleno; la tercera etapa consiste en el cerrado y envoltura, mediante el trenzado. La última etapa consiste en el horneado del producto cuyas condiciones de tiempo y temperatura dependen del horno. El paste aporta no más de 500 Cal y todos los macronutrientes en equilibrio.

## Festival y museo del Paste

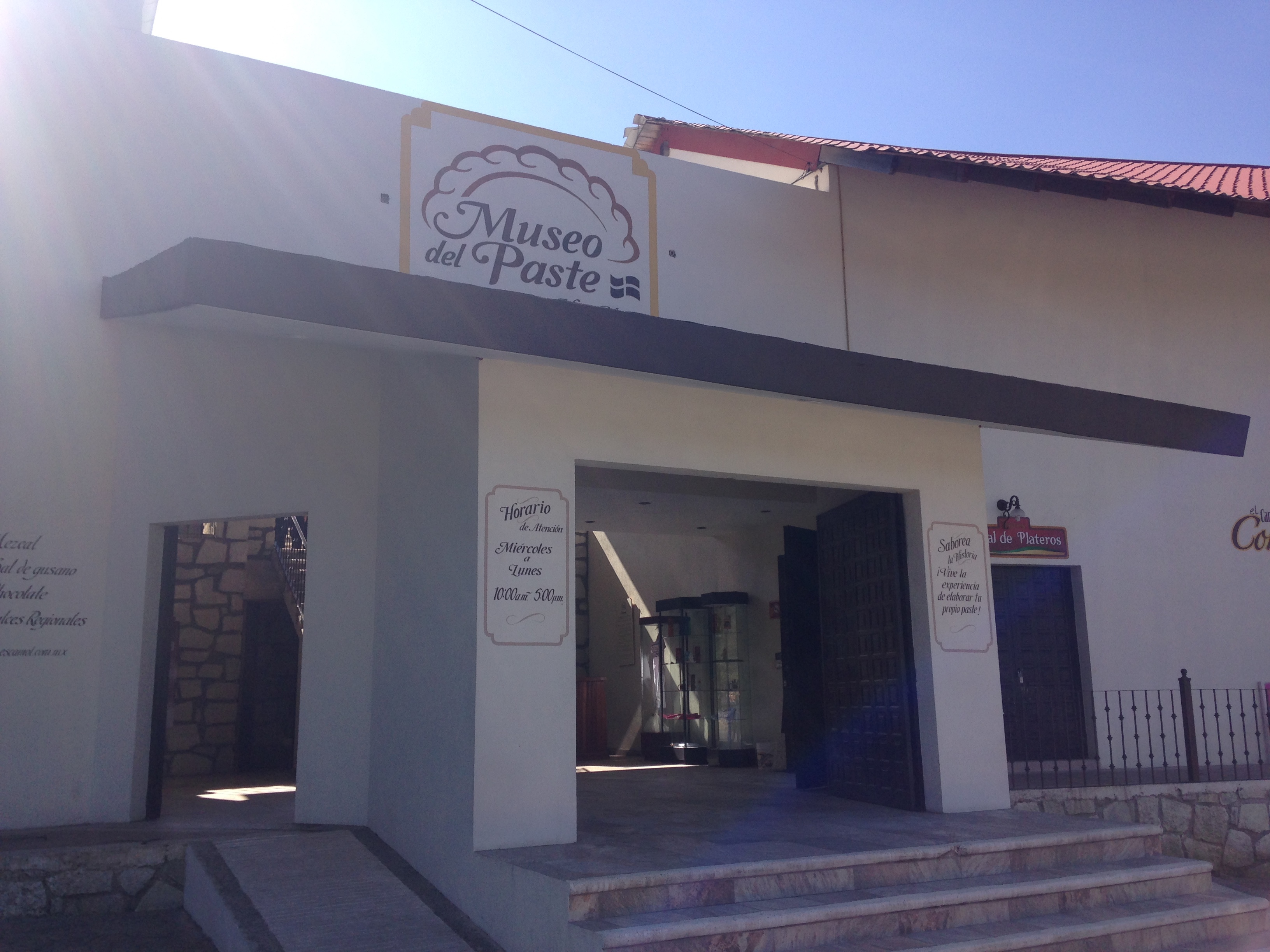
Museo del Paste en Mineral del Monte.

El Festival Internacional del Paste es un festival gastronómico anual de tres días de duración, que se celebra en Mineral del Monte desde 2009. Durante estos días, las calles de Mineral del Monte se llenan de puestos que ofrecen este alimento, se realizan degustaciones y maridajes, esto complementado con una serie de exhibiciones artísticas y culturales.
En el Cuarto Festival Internacional del Paste, el 11 de octubre de 2012 se inauguró el Museo del Paste; dedicado a difundir y promover el legado gastronómico e histórico del paste. El museo cuenta con cuatro salas, donde se muestra las diversas etapas mineras de la región mediante fotografías, documentos y herramientas mineras; y cuenta con un área especial donde se explica a los visitantes cómo elaborar un paste y se les invita a elaborar uno ellos mismos.
El 2 de noviembre de 2014, el entonces príncipe y actual rey del Reino Unido, Carlos de Gales y su esposa Camila de Cornualles visitaron Mineral del Monte, en su recorrido pasaron al Museo del Paste, y al Panteón Inglés.